# Axel Gudbrand Blytt

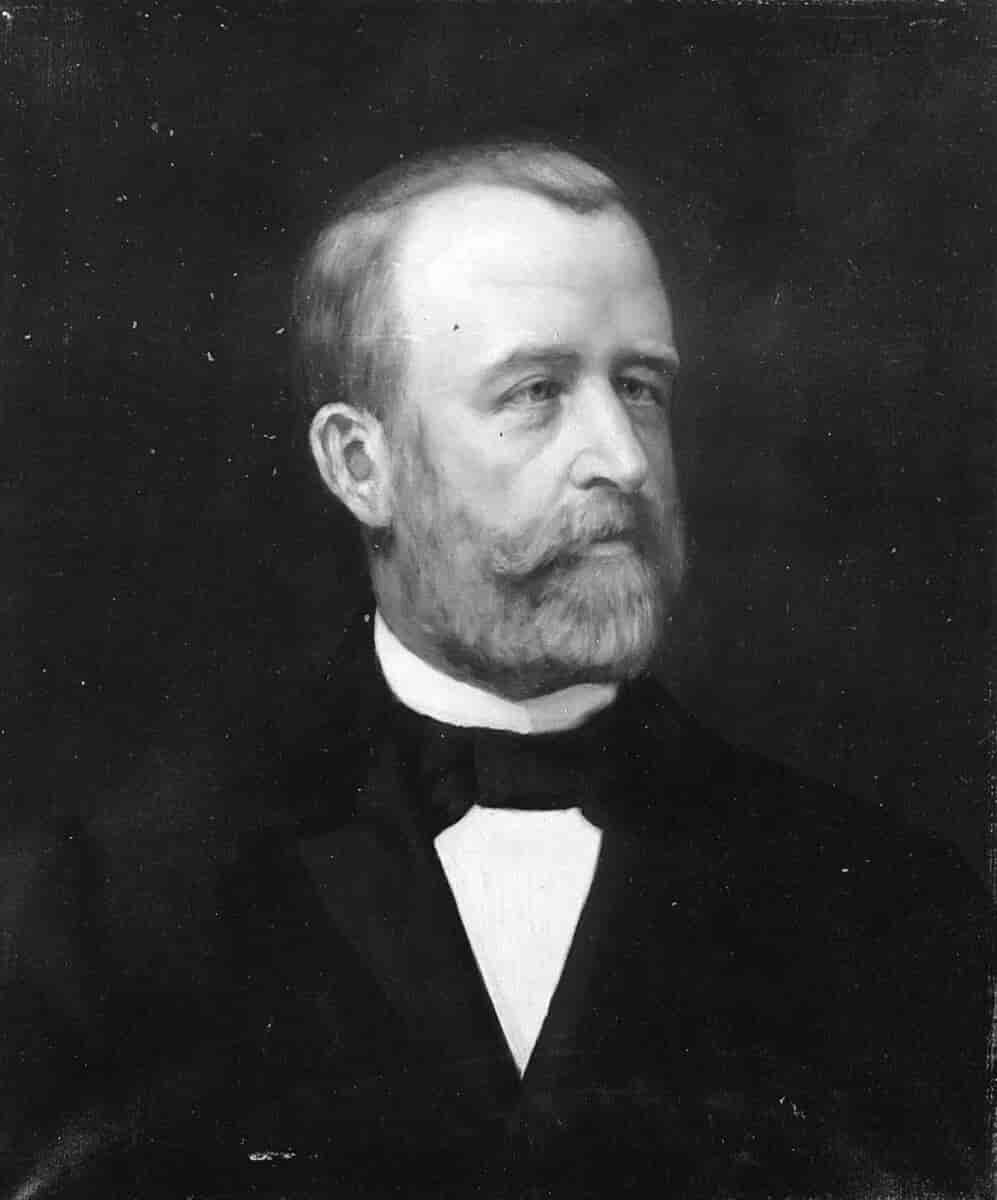
Axel Gudbrand Blytt (1843–1898)

Axel Gudbrand Blytt (botanisches Autorenkürzel „A.Blytt“; * 19. Mai 1843 in Christiania (Oslo); † 18. Juli 1898 ebenda) war ein norwegischer Botaniker, Mykologe, Geologe und Universitätsprofessor. Er brachte die von seinem Vater begonnene Pflanzenbeschreibung Norges Flora zum Abschluss. 1876 veröffentlichte er seine Theorie über die Einwanderung der Pflanzen in die verschiedenen Landesteile Norwegens und den damit zusammenhängenden Wechsel von trockenen und feuchten Klimaperioden seit dem Ende der letzten Eiszeit. Diese 1908 zur Theorie der Blytt-Sernander-Sequenz ausgebauten Annahmen wurden im Laufe des 20. Jahrhunderts durch moderne Untersuchungsmethoden bestätigt.

## Familie
Axel Gudbrand Blytt war das älteste Kind von Matthias Numsen Blytt (1789–1862) und dessen Ehefrau Ambrosia Henriksen (1822–1900). Der Vater stammte aus Overhalla, einer ländlichen Gemeinde im Trøndelag, und wuchs in ärmlichen Verhältnissen auf. Stipendien ermöglichten ihm den Besuch einer mit Abitur abschließenden Schule und das Studium an der eben erst gegründeten Universität Christiania, an der er 1837 zum Professor für Botanik ernannt wurde. Die einige Jahre danach geborenen Kinder wuchsen bereits in einem akademisch geprägten Umfeld auf; auf Axel folgten noch seine Schwestern Ambrosia (1846–1887) und Vilhelmine (1848–1907). Die Familie war in Hegdehaugen in Vestre Aker wohnhaft, damals wie heute ein gediegenes Wohnviertel im Nordwesten der Hauptstadt.
Matthias Blytt sammelte auf ausgedehnten Exkursionen Pflanzen für sein privates Herbarium, als Grundlage für eine große Flora Norwegens, die als erste seit der Flora Norvegica des Johan Ernst Gunnerus von 1776 erscheinen sollte. Er verstarb kurz nach der Herausgabe des ersten Bandes von Norges Flora, als sein 19-jähriger Sohn Axel eben mit dem Botanikstudium begonnen hatte. Und Axel war über vierzig und erst seit fünf Jahren Universitätsprofessor, als er in Bergen am 17. April 1885 heiratete: Valborg Wingaard (* 23. Dezember 1862; † 1918) war die Tochter des Kaufmanns und Konsuls Hans August Wingaard (1836–1873, Sohn des Bergener Industriellen Oluf Petersen Wingaard) und von Kaja Margrethe Ibsen (* 1842). Das Ehepaar war wohnhaft in Grønnegaden 2, Christiania, und blieb kinderlos.
Axel Gudbrand Blytt starb überraschend an einem Herzschlag und wurde in der Familiengrabstätte auf dem Vår Frelsers Gravlund (Friedhof unseres Erlösers) begraben.

## Laufbahn
Axel Blytt legte 1860 sein Abitur (examen artium) ab und begann zunächst ein Medizinstudium, entschied sich aber 1862 für die Botanik. Nach dem Tode seines Vaters wurde dessen „grosses Herbarium nebst umfangreichen Manuscripten“ von der Universität erworben und bildete den Grundstock für das neu gegründete Botanisk museum (Botanisches Museum). Axel „folgte dem Verkauf“, indem er 1863 als Amanuensis und Konservator an den botanischen Sammlungen angestellt wurde, mit dem Auftrag, die von seinem Vater begonnene Norges Flora abzuschließen. 1873 folgte die Beförderung zum Universitäts-Stipendiaten (Universitäts-Assistenten). Nach der Bewilligung durch das Parlament am 22. Mai 1880 wurde er am 1. Juli 1880 zum außerordentlichen Professor für Botanik ernannt.

### Exkursionen für dieNorges Flora
Bereits als Schuljunge wurde Axel Blytt von seinem Vater zum Botaniker erzogen und begleitete ihn auf seinen botanischen Exkursionen. Nach dem Tode des Vaters unternahm er 1863 seine erste eigene Reise, und zwar nach Valdres, Etnedal und Jotunheimen. Im Folgejahr veröffentlichte er dazu den Bericht Botanisk Reise i Valdres og tilgraendsende Egne. In den Sommermonaten 1864, 1865 und 1867 studierte er die Vegetation in Sogn (Om Vegetationsforholdene ved Sognefjorden, 1869). „Es ist anzunehmen, dass das klare Muster der Vegetationsverteilung, das er entlang des Sognefjords vorfand, der Ausgangspunkt für seine späteren synoptischen Betrachtungen war.“

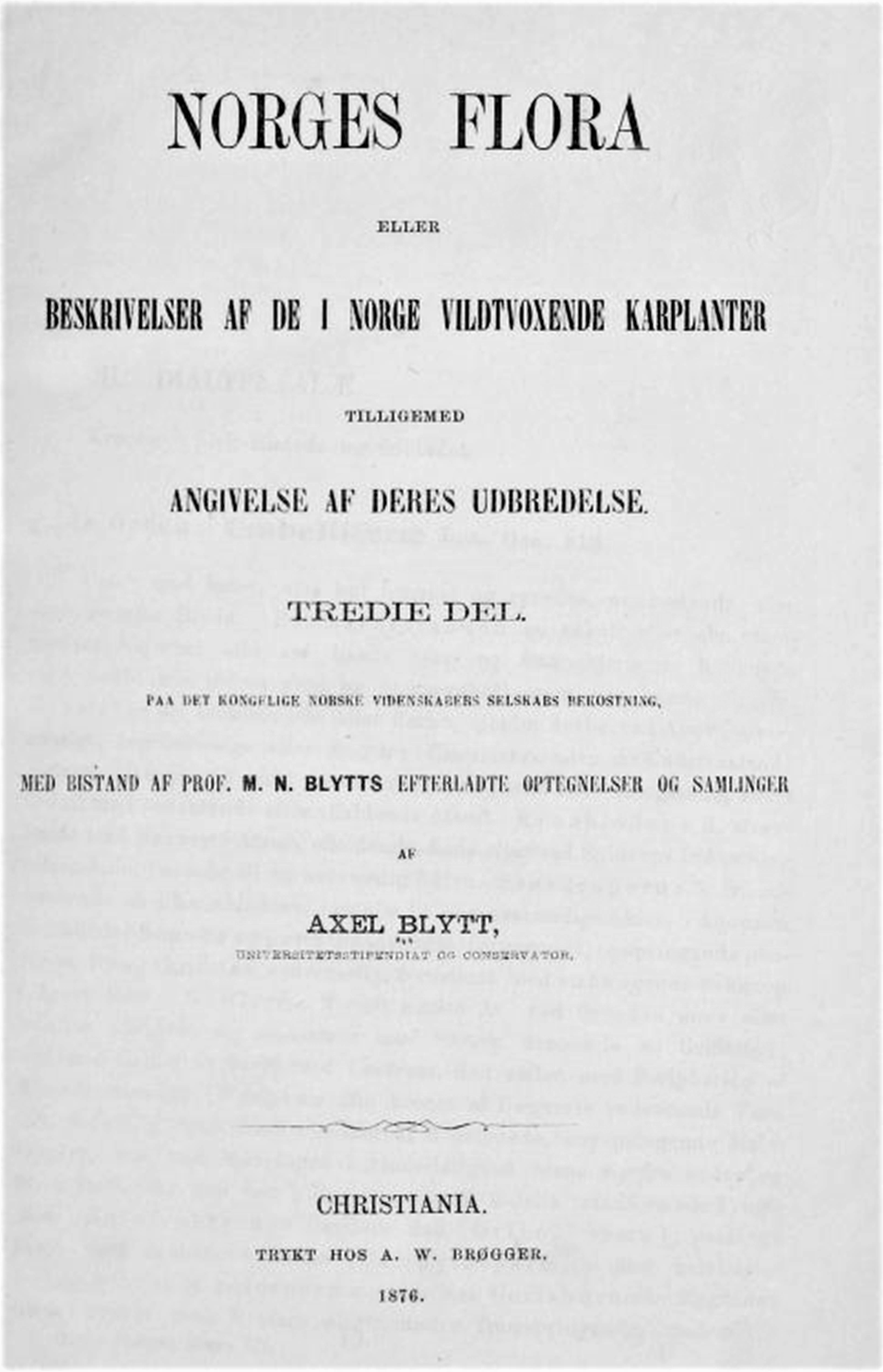
Titelblatt von: Axel Blytt: Norges Flora, 3. Band. A. W. Brøgger, Christiania 1876

1869 wurde ihm für die Abhandlung Indflydelse Jordbund og Fjeldgrund har paa Vegetationen i Omegnen af Kristiania (Der Einfluss von Boden und Gestein auf die Vegetation in der Umgebung von Kristiania) die H.K.H. Kronprinsens gullmedalje (Goldmedaille des schwedischen Kronprinzen) verliehen, eine Förderung für bedürftige Studenten, die bereits durch wissenschaftliche Leistungen hervorgetreten waren. Über eine Exkursion 1870 nach Ranen am Polarkreis berichtete er im Folgejahr in den Kristiania Videnskapsselskaps forhandlinger (Christianias Wissenschaftliche Verhandlungen) unter dem Titel Bidtrag til Kundskaben om Vegetationen i den lidt sydfor og under Polarkredsen liggende Del af Norge (Beitrag zur Kenntnis der Vegetation in dem Teil Norwegens unterhalb des Polarkreises).
Die in diesen Reisen gewonnenen Erkenntnisse flossen in den zweiten und dritten Band von Norges Flora, eller Beskrivelser over de i Norge vildtvoxende Karplanter ein, der 1874 bzw. 1876 erschien. Zu diesem von seinem Vater begonnenen Werk veröffentlichte er zudem über die Jahre mehrere Ergänzungen und Korrekturen. Der International Plant Names Index enthält 32 wissenschaftliche Namen, die in Norges Flora publiziert wurden, die meisten von Vater und Sohn Blytt. „Durch die eifrige Arbeit M. N. und A. Blytts gehört Norwegens Phanerogamenflora zu den bestuntersuchten in Europa. Trotz der beträchtlichen Ausdehnung des Landes gehört jetzt die Entdeckung einer neuen einheimischen Art immerhin zu den grössten Seltenheiten.“ (Holtermann, 1899)

### Theorie des nacheiszeitlichen Klimawechsels
Schon von anderen Botanikern war erkannt worden, dass die skandinavische Flora keinen einheitlichen Charakter aufweist, sondern in verschiedene Vegetationen zerfällt. In dem Werk Essay on the immigration of the Norwegian flora during alternating rainy and dry periods von 1876 versuchte Axel Blytt diesen Umstand dadurch zu erklären, dass nach der Eiszeit, also im Holozän, das norwegische Klima dreimal zwischen einer trockenen kalten und einer feuchten wärmeren Periode gewechselt habe. In jedem dieser Zeiträume war eine bestimmte Vegetation – Blytt nennt sie Floraelement – eingewandert, und zwar in dieser Reihenfolge:
- Arktische Pflanzen (Trockenzeit), heute im Gebirge und den nördlichen Landesteilen.
- Subarktische Pflanzen (Feuchtzeit), stark verbreitet, im Gebirge und im Tiefland.
- Boreale Pflanzen (Trockenzeit), im Tiefland, häufig auf Kalk- oder Schiefergestein.
- Atlantische Pflanzen (Feuchtzeit), in den niedersten Küstengebieten, vor allem von Stavanger bis Kristiansund.
- Subboreale Pflanzen (Trockenzeit), in den tiefsten südöstlichen Regionen (Oslofjord, Østfold, Kristiansand).
- Subatlantische Pflanzen (Feuchtzeit), südliche Küste von Kragerø bis Stavanger, aber nicht bei Christiania.

Axel Blytt war sehr an Geologie interessiert, verfolgte die Vorlesungen von Theodor Kjerulf und nahm öfters an dessen Exkursionen teil. Er berichtet selbst, dass Japetus Steenstrups stratigraphische Untersuchungen dänischer Moore ihn ermutigt habe, den Klimawechsel auch in norwegischen Torfmooren nachzuweisen. Bei Tiefenbohrungen konnte er wirklich einen dreimaligen Wechsel von hellen Torfschichten und dunklen Wurzelschichten feststellen. Die Wurzelschichten entsprachen den Trockenperioden, die Torfschichten den Regenperioden.
In den Folgejahren untermauerte er seine Wechseltheorie durch weitere Untersuchungen. In der Abhandlung Theorien om vexlende kontinentale og insulære Klimater anvendt paa Norges Stigning (1881) untersuchte er die den Flusstälern in West- und Nordnorwegen vorgelagerten Meeresterrassen. „Wenn man davon ausgeht, dass sich das Land in der Nacheiszeit stetig gehoben hat, müssen die Terrassen während der Regenzeit entstanden sein, als die Flüsse reichlich Wasser führten und an ihren Mündungen reichlich loses Material ablagerten.“ In Om to Kalktufdannelser i Gudbrandsdalen (1892) lieferte er Nachweise aus den Kalktuffen, die reichlich und gut erhaltene Pflanzenreste enthalten. „Der Aufbau der Kalktuffe mit verschiedenen Tuffschichten aus den feuchten Perioden, in denen es viele Quellen gab, und Verwitterungsschichten aus den trockenen Perioden ohne Tuffablagerungen entspricht vollständig dem Wechsel von Torfschichten und Wurzelschichten in den Mooren.“ In weiteren Abhandlungen theoretischer Natur versuchte Axel Blytt die Ursachen der Klimaänderungen zu erklären, vor allem durch Änderungen der Meeresströmungen, die wiederum durch die veränderte Exzentrizität der Erdbahn bedingt sein sollten.

### Rezeption der Klimawechseltheorie

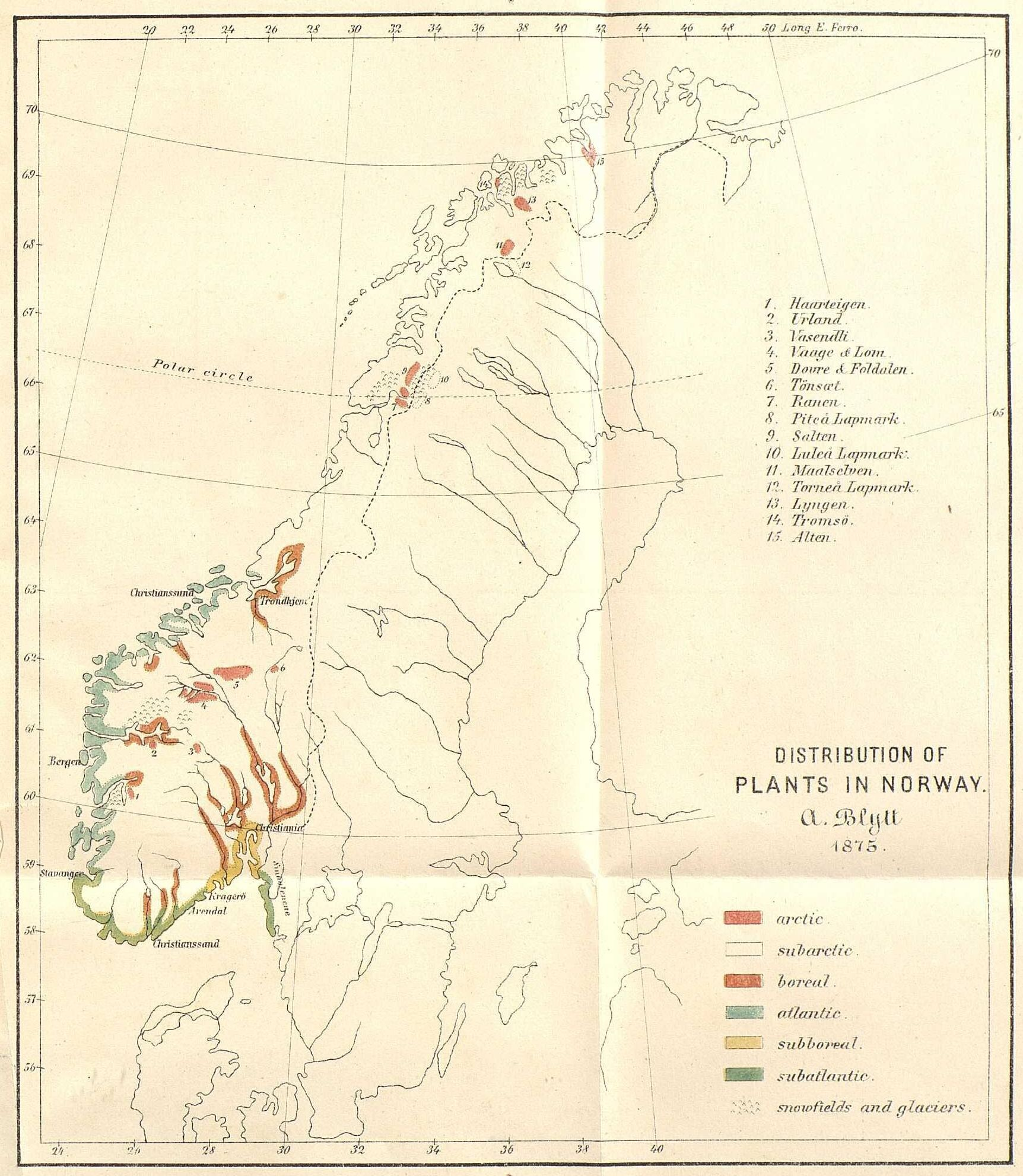
Verteilung der Pflanzen in Norwegen. Aus: Axel Blytt: Essay on the immigration of the Norwegian flora during alternating rainy and dry periods. Alb. Cammermeyer, Christiania 1876.

Blytts Theorie wurde auch im Ausland eifrig und kontrovers diskutiert. Sie wurde vom schwedischen Moorforscher Gunnar Andersson, der auf einen stetigen Anstieg der Wärme seit der Eiszeit beharrte, scharf abgelehnt. Andererseits kam Rutger Sernander nach umfangreichen Untersuchungen schwedischer Moore zu einem im Wesentlichen gleichen Ergebnis wie Blytt, und er übernahm Blytts Terminologie für die Floraelemente Boreal bis Subatlantisch als Bezeichnung für die entsprechenden Zeiträume, die er zudem für ganz Skandinavien zeitgleich ansetzte. Die erweiterte Theorie der Blytt-Sernander-Sequenz (1908) wurde auf dem Geologenkongress in Stockholm 1910 akzeptiert und im Laufe des 20. Jahrhunderts durch Untersuchungsmethoden wie die Radiokarbondatierung oder die Pollenstratigraphie bestätigt.
„Was auffiel, war Blytt's Idee, dass das Klima seit der Eiszeit schwankte und sich nicht stetig verbesserte.“ „Die Blytt'sche Arbeit erregte seiner Zeit grosses Aufsehen; besonders wirkte sie in den skandinavischen Landern in hohem Grade anregend und rief eine Reihe von anderen pflanzengeographischen Studien hervor. Von vielen Seiten wurden die Blytt'schen Untersuchungen angegriffen, aber trotzdem wird ein Unparteiischer zugeben mussen, dass seine Einwanderungstheorie zu den klassischen Arbeiten der modernen Pflanzengeographie gehort. Besonders äusserte sich seiner Zeit Charles Darwin anerkennend über die Arbeit Blytt's.“ (Holtermann, 1899)

### Mykologische Studien und die Feldflora
Axel Blytts einziger Auslandsaufenthalt führte ihn 1877–1878 nach Deutschland, „um seine Kenntnisse in der Pflanzenanatomie und Mykologie zu vervollkommnen, Fächer, die in Norwegen nur sehr spärlich vertreten waren.“ Er studierte bei Johannes Reinke in Göttingen und bei dem Mykologen Anton de Bary in Straßburg. Nach seiner Rückkehr widmete er sich verstärkt dem Sammeln von – vor allem mikroskopischen – Pilzen. Einige Familien beschrieb er noch selbst (Bidrag til Kundskaben om Norges Soparter), aber der Großteil erschien erst nach seinem Tode in der Bearbeitung von Emil Rostrup (Norges Hymenomyceter …, 1905).
Ebenfalls posthum und von Ove Christian Dahl bearbeitet erschien 1906 die Feldflora Haandbog i Norges flora, ein handliches Bestimmungsbuch, das von den Botanikern bei den Exkursionen mitgeführt werden konnte, und mitgeführt wurde, bis es in den 1940er Jahren durch modernere Werke ersetzt wurde. Blytts wissenschaftliches Vermächtnis umfasst 72 Werke, davon 22 vor, 45 nach 1876 veröffentlicht, sowie 5 posthume Ausgaben.

## Mitgliedschaften
(Auswahl)
- Mitglied der Königlich Norwegischen Wissenschaftlichen Gesellschaft (DKNVS) in Trondheim
- Mitglied der Norwegischen Akademie der Wissenschaften in Oslo (seit 1869)[1]
- Mitglied der Königlich Dänischen Akademie der Wissenschaften
- Korrespondierendes Mitglied des Botanischen Vereins in Kopenhagen
- Mitglied des Geologischen Vereins in Stockholm
- Mitglied der Physiographischen Gesellschaft in Lund
- Mitglied der Societas pro Fauna et Flora Fennica in Helsinki
- Mitglied der Deutschen Akademie der Naturforscher Leopoldina in Halle (Saale) (seit 1883)[9]
- Korrespondierendes Mitglied der Deutschen Botanischen Gesellschaft
- Ehrenmitglied des naturhistorischen Vereins Pollichia in der Rheinpfalz
- Korrespondierendes Mitglied des Vereins für Erdkunde zu Dresden
- Mitglied der Geological Society in Edinburgh
- Mitglied der Societe royale Linneenne de Bruxelles

## Auszeichnungen
- H.K.H. Kronprinsens gullmedalje (Goldmedaille des Kronprinzen), verliehen 1869 für Indflydelse Jordbund og Fjeldgrund har paa Vegetationen i Omegnen af Kristiania (Der Einfluss von Boden und Gestein auf die Vegetation in der Umgebung von Kristiania)
- Ritter des norwegischen Sankt-Olav-Ordens 1. Klasse[3]
- Ritter des Orden der Krone von Italien[3]

## Ehrungen
- Die Pilzgattung Blyttiomyces wurde nach A. Blytt benannt.[1]
- Die Zeitschrift Blyttia der Norsk Botanisk Forening (Norwegischen Botanischen Gesellschaft) ist Mathias N. Blytt und Axel Gudbrand Blytt gewidmet.[1]

## Werke
(Auswahl)
- Botanisk Reise i Valders og de tilgrændsende Egne. Johan Dahl, Christiania 1864.Digitalisat
- Om Vegetationsforholdene ved Sognefjorden. Johan Dahl, Christiania 1869. Digitalisat
- Christiania Omegns Phanerogamer og Bregner med Angivelse af deres Udbredelse. Brøgger & Christie, Christiania 1870. Digitalisat
- Spiselige Lavarter. P. T. Mallings Bogtrykkeri, Christiania 1870 Digitalisat
- Norges Flora, eller Beskrivelser over de i Norge vildtvoxende Karplanter. Andel og tredie Del. 2 Bände, Brøgger & Christie, Christiania 1874–76. Digitalisat
- Forsøg til en Theorie om Indvandringen af Norges Flora under vekslende regnfulde og tørre Tider. In: Nyt Magazin for Naturvidenskaberne, B. 21. Christiania 1876.
- Essay on the immigration of the Norwegian flora during alternating rainy and dry periods (with a coloured map of Norway). Alb. Cammermeyer (printed by H. J. Jensen), Christiania 1876. Digitalisat
- Die Theorie der wechselnden kontinentalen und insularen Klimate. Mit Tafel. In: Engler's Botanisches Jahrbuch. II, 1–2, Leipzig 1881. Digitalisat
- Referat über: Huth: Moosfloran i trakten mellan Aavasaksa och Pallastunturit. In: Engler's Botanisches Jahrbuch. VIII, Litteraturbericht, p. 1.
- Ueber Wechsellagerung und deren mutmassliche Bedeutung für die Zeitrechnung der Geologie und für die Lehre von der Veränderung der Arten. In: Biologisches Centralblatt., Band III, Nr. 14–15, Erlangen, September 1883, Seite 417–434 Digitalisat
- Ueber die wahrscheinliche Ursache der periodischen Veränderungen in der Stärke der Meeresströmungen. In: Biologisches Centralblatt., Band IV, Nr. 2, S. 33. Erlangen 1884.
- The probable Cause of the Displacement of Beach-lines. An attempt to compute geological epochs. With two additional notes and a table. In: Christiania Vid. Selsk. Forh., 1889, Nr. 1).
- Forsøg til en Theori om Indvandringen af Norges Flora under vekslende regnfulde og tørre Tider. In: Nyt Mag. f. Naturv., XXI, Christiania 1876.
- Iagttagelser over det sydøstlige Norges Torvmyre. In: Christiania Vid. Selsk. Forh., 1882, Nr. 6.
- Theorien om vexlende kontinentale og insulære Klimater anvendt paa Norges Stigning. In: Christiania Vid. Selks. Forh., 1881, Nr. 4.
- Om veksellagring og dens mulige betydning for tidsregningen i geologien og læren om arternes forandringer. In: Christiania Vid. Selsk. Forh., 1883, Nr. 9.
- Om den sandsynlige årsag til den periodiske ændring af havstrømmenes styrke. In: Arch. f. Math. og Naturv., IX, S. 23, Christiania 1884.
- Om den sandsynlige årsag til strandlinieres forskyvning, et forsøg på en geologisk tidsregning. In: Nyt Mag. f. Natv., XXXI, S. 240–297, 324–359, Christiania 1889. Auch als Sonderdruck in Jacob Dybwads forlag Digitalisat
- Kurze Uebersicht meiner Hypothese von der geologischen Zeitrechnung. In: Geol. Føren. Forhandl. No. 127, Bd. 12. p. 35.
- Plantegeografisk beskrivelse af Akershus, Søndre Bergenhus og Buskernds Amter In: Norges Land og Folk.
- (mit Jacob Dybvat:) Bidrag til Kundskaben om Norges soparter. Christiania Vid. Forh, Christiania 1882.
- Om to kalktufdannelser i Gudbrandsdalen med bemerkninger om vore fjelddales postglaciale geologi. Christiania Vid. Forsh, 1892.
- Om de fytogeografiske og fytopalaeontologiske Grunde for at antage Klimatvekslinger under Kvartaertiden. Christiania Vid. Forh, 1893.
- Zur Geschichte der nordeuropäischen, besonders der norwegischen Flora. In: Engler's Botanisches Jahrbuch. XVII, Leipzig 1893.[7]
- (Fertiggestellt von E. Rostrup:) Norges Hymenomyceter af Axel Blytt, efter forfatterens død gjennemset og afsluttet af E. Rostrup. Christiania Videnskapsselskaps skrifter 1905[7]
- (Fertiggestellt von Ove Dahl:) Haandbog i Norges flora. Cammermeyers forlag, 1906. Digitalisat[1]